# Портнов, Григорий Андреевич
Григо́рий Андре́евич Портно́в (27 февраля 1923 года — 23 декабря 1985 года) — участник Великой Отечественной войны, полный кавалер ордена Славы, старший сержант.

## Биография
Григорий Портнов родился 27 февраля 1923 года в деревне Самосырово Столбищенского района г. Казань, Татарская АССР. После окончания семилетней школы работал газосварщиком на кирпичном заводе г. Казань. В августе 1943 года был призван на службу в Красную Армию Молотовским РВК г. Молотов.
Красноармеец Портнов будучи стрелком 9 стрелковой роты 1257 стрелкового полка 379-й стрелковой дивизии 2-го Прибалтийского фронта во время боёв за высоту 219.1 Невельского района Калининской области 19 января 1944 года в сложной обстановке поддерживал связь батальона с наступающей ротой. Девять раз ходил в боевые порядки роты, передавая письменные и устные приказания командования батальона. Идя в девятый раз в роту Портнов увидел на пути отдельный пулемёт, расчёт которого был выведен из строя. Доставив донесение Портнов вернулся к пулемёту, перевязал раненых, вынес их из поля боя, а сам взял тело пулемёта, выдвинулся с ним на высоту и открыл огонь, уничтожив при этом 5 немцев, продолжал вести огонь до прибытия нового расчёта. За этот подвиг красноармеец Портнов приказом № 043/н 29 января 1944 года был награждён орденом Славы 3-й степени.
Сержант Портнов, будучи командиром стрелкового отделения 3 стрелкового батальона 1257 стрелкового полка 379-й стрелковой дивизии 2-го Прибалтийского фронта во время преследования отступающего противника 15 июля 1944 года, следуя за танками, прорвался на шоссейную дорогу Опочка — Себеж автоматным огнём уничтожил группу немецких солдат в количестве 10 человек, захватил немецкий мотоцикл с пулемётом и взял в плен одного солдата противника. За совершённый подвиг был представлен и награждён орденом Славы 2-й степени — приказ № 0204/н от 9 августа 1944 года по 3-й ударной армии.
Старший сержант Портнов, командир отделения взвода пешей разведки 1257 стрелкового полка 379-й стрелковой Режицкой дивизии 2-го Прибалтийского фронта в ночь с 19 на 20 ноября 1944 года в районе населённого пункта Ровес, Латвийской ССР первым ворвался в траншеи противника, из автомата уничтожил 1 солдата противника, второго взял в плен. Поставленная задача — взятие контрольного пленного — была выполнена без потерь. Старший сержант Портнов был представлен к ордену Красная звезда, командиром дивизии награда была изменена на орден Славы 1-й степени. Однако приказом № 0112 по 14 гвардейскому стрелковому корпусу от 3 декабря 1944 года был награждён орденом Отечественной войны 2-й степени.
В ночь с 4 на 5 марта 1945 года старший сержант Портнов, разведчик 901 стрелкового ордена Суворова 3-й степени полка 245 стрелковой Режицко-Волгинской дивизии участвовал в поиске по захвату контрольного пленного. После артналёта он первым поднялся с исходного рубежа и ворвался в траншеи противника. Во время побега противника Портнов гранатами и огнём своего автомата уничтожил 5 немецких солдат и захватил пулемёт противника. Во второй траншее тыл захвачен в плен немецкий солдат. Успешно выполнив задачу группа без потерь возвратилась в расположение своей обороны вместе с захваченным пленным. За этот подвиг старший сержант Портнов был представлен к ордену Отечественной войны 2-й степени, однако командир 115 стрелкового корпуска генерал-майор Козачек Сергей Борисович изменил награду на орден Славы 1-й степени. Указом президиума Верховного Совета СССР от 27 июня 1945 года старший сержант Портнов Григорий Андреевич награждён орденом Славы 1-й степени.
Был ранен. В 1945 году демобилизовался и вернулся в Казань, где продолжил работу газосварщиком.
В ознаменование 40-летия победы в Великой Отечественной войне 6 апреля 1985 года награждён орденом Отечественной войны 1-й степени.
Скончался 23 декабря 1985 года.

## Награды
- Кавалер ордена Отечественной войны I и IIстепени[2]
- Полный Кавалер орденов Славы I, II и III степени[3][2]
- Медали[4]